# Eric Gairy
Sir Eric Matthew Gairy Viện cơ mật (18 tháng 2, 1922 – 23 tháng 8, 1997) là Thủ tướng đầu tiên của Grenada, cầm quyền từ khi nước này giành độc lập vào năm 1974 cho đến lúc bị lật đổ trong cuộc đảo chính năm 1979 của Maurice Bishop. Gairy cũng là người đứng đầu chính phủ Grenada trước độc lập với chức Thủ hiến từ năm 1961 đến năm 1962, và là Thủ tướng từ năm 1967 đến năm 1974.

## Thuở hàn vi ở Grenada: 1922–1941
Eric Matthew Gairy là con trai của Douglas và Theresa Gairy, và sinh ngày 18 tháng 2 năm 1922 tại Dunfermline, St. Andrew's Parish ở phía đông hòn đảo gần Grenville, Grenada. Ông theo học trường LaFillette và sau là trường Trung học Công giáo Roma St. Andrews. Ông còn là một lễ sinh tại Nhà thờ Công giáo Roma St. Andrew, ên cạnh trường. Ông trở thành một "giáo sinh" chính tại trường LaFillette từ tháng 1 năm 1939 đến tháng 9 năm 1941.

## Lãnh đạo công đoàn và "Bầu trời Đỏ": 1950–1951
Eric Gairy trở lại Grenada từ Curaçao vào tháng 12 năm 1949 để gia nhập công đoàn và bước vào chính trường. Năm 1950, ông thành lập Liên minh Công nhân Tay chân & Trí óc Grenada (GMMWU) và dính líu sâu hơn vào việc khuyến khích cuộc tổng đình công năm 1951 để có điều kiện làm việc tốt hơn. Điều này đã gây ra cuộc bạo động khá lớn- khiến nhiều tòa nhà bốc cháy dữ dội đến nỗi vụ bạo loạn này được biết đến với cái tên những ngày "Bầu trời Đỏ" - và chính quyền Anh phải gọi tiếp viện từ quân đội để giúp kiểm soát tình hình. Bản thân Gairy thì bị bắt giam.

## Lãnh đạo chính đảng cấp tiến: 1951–1961
Năm 1951 Gairy cho lập Đảng Lao động Liên hiệp Grenada. Ông được bầu làm đại diện cho thuộc địa của Hội đồng Lập pháp Grenada vào năm 1951, 1954 và 1957. Ông bị cấm hoạt động chính trị và mất ghế trong khoảng thời gian từ năm 1957 đến năm 1961.

## Thủ hiến: 1961–1962
Gairy quay trở lại trong một cuộc bầu cử vào tháng 7 năm 1961 và trở thành Thủ hiến, khi đảng của ông nắm giữ đa số trong Hội đồng lập pháp kể từ khi thắng cuộc tổng tuyển cử năm 1961. Ông từng là Thủ hiến từ tháng 8 năm 1961 cho đến tháng 4 năm 1962 khi ông bị Toàn quyền thực dân Anh miễn nhiệm vì nghi vấn sử dụng các quỹ nhà nước.

## Lãnh đạo phe đối lập: 1962–1967
Đảng của Gairy đã thua cuộc tổng tuyển cử năm 1962 và ông là lãnh đạo của phe đối lập từ năm 1962 cho đến năm 1967.

## Thủ tướng: 1967–1974

### Cầm quyền lần thứ hai: 1967–1972
Gairy đã thắng cuộc tổng tuyển cử năm 1967 và thành lập một chính quyền mới trong vai trò là Thủ tướng của Quốc gia Liên hiệp Grenada.

### Cuộc tranh cãi Hoa hậu Thế giới
Trong cuộc thi Hoa hậu Thế giới lộng lẫy năm 1970 ở Luân Đôn, cuộc tranh cãi tiếp theo sau khi thí sinh người Grenada Jennifer Hosten giành chiến thắng, và một thí sinh da đen khác đến từ Nam Phi đứng thứ hai. Kể từ lúc Gairy đang ở cương vị ban giám khảo, chắc chắn có nhiều cáo buộc rằng cuộc thi đã bị gian lận. BBC và báo chí đã nhận được nhiều phản đối về kết quả, và những lời buộc tội mang tính phân biệt chủng tộc đã được thực hiện bởi tất cả các bên. Bốn trong số chín trọng tài đã bỏ phiếu đầu tiên cho Hoa hậu Thụy Điển, Marjorie Christel Johansson, trong khi Hoa hậu Grenada chỉ nhận được hai phiếu đầu tiên, nhưng Johansson lại xếp hạng tư. Một số khán giả tụ tập trên đường phố bên ngoài Royal Albert Hall sau cuộc thi và hô vang "Thụy Điển, Thụy Điển". Bốn ngày sau, đạo diễn ban tổ chức Julia Morley (1941-) từ chức vì áp lực mãnh liệt từ báo chí. Nhiều năm sau, Johansson kể lại rằng cô cảm thấy mình bị lừa bỏ danh hiệu này.

### Cầm quyền lần thứ hai 1972–1974
Gairy đã thắng cuộc tổng tuyển cử năm 1972 và thành lập một chính quyền mới trong vai trò là Thủ tướng của Quốc gia Liên hiệp Grenada.

## Thủ tướng: 1974–1979

### Cầm quyền lần thứ nhất: 1974–1976
Gairy trở thành Thủ tướng Grenada đầu tiên khi Grenada giành được độc lập từ Anh vào ngày 7 tháng 2 năm 1974. Nhiệm kỳ của Gairy trùng với cuộc xung đột dân sự ở Grenada. Môi trường chính trị đã có sự thay đổi rất lớn với sự hiện diện của đội cảnh sát mật của Gairy tên là Băng đảng Mongoose chuyên đi khủng bố các đối thủ của ông.

### Cầm quyền lần thứ hai: 1976–1979
Đảng của Gairy đã giành chiến thắng sít sao trong kỳ bầu cử năm 1976 nhưng kết quả đã bị các nhà quan sát quốc tế công bố là gian dối do phe đối lập phải chịu sự đe dọa từ phía cảnh sát mật của Gairy, được gọi là Băng đảng Mongoose.
Ngày 27 tháng 11 năm 1978, Eric Gairy dẫn đầu một nhóm gồm các nhà khoa học và một nhà du hành vũ trụ đã đệ trình Đại Hội đồng Liên Hợp Quốc về chủ đề UFO. Đề xuất của ông được nêu trong Nhiệm vụ CHƯƠNG TRÌNH NGHỊ SỰ KHOẢN 126: THÀNH LẬP MỘT CƠ QUAN HAY MỘT BAN TRONG LIÊN HIỆP QUỐC CHUYÊN THỰC HIỆN, ĐIỀU PHỐI VÀ PHÁT TÁN KẾT QUẢ NGHIÊN CỨU VỀ VẬT THỂ BAY KHÔNG XÁC ĐỊNH CŨNG NHƯ CÁC VẬT THỂ LIÊN QUAN. UN/33/512. Thế nhưng công việc diễn ra chậm chạp ở Liên Hợp Quốc và mặc dù Đại Hội đồng đã chấp nhận Nghị quyết Sơ Bộ do Grenada đệ trình nhưng mọi thứ đã tan tành vào năm 1979 khi Gairy bị đánh bật trong một cuộc tiếp quản nội bộ của Cộng sản.
Những công dân Mỹ đã giúp hỗ trợ lật đổ Eric Gairy với các phong trào đoàn kết. Một phong trào đoàn kết như vậy tồn tại ở San Antonio, Texas và dưới sự lãnh đạo của nhà hoạt động người Mỹ gốc Phi Mario Marcel Salas, người hoạt động trong cuộc lật đổ của ông ở một số cấp độ. Xung đột dân sự diễn ra dưới hình thức bạo lực đường phố giữa những người ủng hộ chính phủ, bao gồm cả Băng đảng Mongoose, và các nhóm được tổ chức bởi phong trào New Jewel (NJM). Vào cuối những năm 1970, NJM đã bắt đầu lên kế hoạch lật đổ chính phủ, với các thành viên trong nhóm được huấn luyện quân sự bên ngoài Grenada.
Năm 1979, có một tin đồn được lưu truyền rằng Gairy sẽ dùng Băng đảng Mongoose để loại bỏ các nhà lãnh đạo Phong trào New Jewel trong lúc ông rời khỏi đất nước.
Đáp lại, Bishop lật đổ Gairy vào tháng Ba năm đó trong khi ông này đã đến thăm nước Mỹ.
Ngày 13 tháng 3 năm 1979, trong khi Gairy ở Liên Hợp Quốc, phong trào New Jewel dưới sự lãnh đạo của Maurice Bishop đã phát động một cuộc cách mạng vũ trang và lật đổ chính phủ. Bishop đình chỉ hiến pháp, và phong trào New Jewel Movement cai trị đất nước theo sắc lệnh cho đến năm 1983. Hoạt động chống Gairy được thực hiện tại Mỹ để hỗ trợ cuộc cách mạng lật đổ Gairy bao gồm các nhà hoạt động ở San Antonio, Texas.

## Lưu vong tại Mỹ: 1979–1983
Gairy sống lưu vong tại Mỹ cho đến năm 1983, khi nước Mỹ, được sự hậu thuẫn của một số nước đồng minh vùng Caribe - đáng chú ý, Bà Eugenia Charles, Thủ tướng Dominica - đã xâm chiếm để lật đổ một chính phủ quân sự đã lật đổ và giết Bishop.

## Trở lại và những năm cuối đời: 1983–1997
Gairy quyết định quay trở về Grenada và tham gia tranh cử trong kỳ bầu cử năm 1984, tự xưng là một người trở nên đổi khác. Tuy nhiên, đảng của ông đã thua cuộc bầu cử, giành được 36% phiếu bầu phổ thông nhưng chỉ có một ghế trong Hạ viện. Những nỗ lực của Gairy và đảng của ông nhằm quay trở lại nắm quyền vào năm 1990 và 1995 cũng không thành công. Ông qua đời ở Grand Anse, Grenada.